# Ksitigarbha
Ksitigarbha, beter bekend onder de Japanse naam Jizo, is een bodhisattva die vaak in het Oost-Aziatische boeddhisme voorkomt. Hij wordt beschreven als de boeddhistische monnik in het oosten. Zijn naam kan vertaald worden als "aardse schat" of "schat van de onderwereld". Deze bodhisattva staat bekend om zijn belofte niet het boeddhaschap aan te nemen, totdat alle hellen leeg zijn. Daarom wordt Ksitigarbha als bodhisattva van alle zielen in de hel gezien. Hij wordt beschreven als een monnik die een staf draagt waarmee hij de hellepoort kan openen en sluiten. Ook heeft hij een wensjuweel om de duisternis wat op te lichten. Ksitigarbha heeft vele positieve krachten voor gelovigen. Hij kan onder andere gelovigen van psychologische kwellingen verlossen.

## Verhaal
Ksitigarbha was oorspronkelijk Jin Qiaojue (김교각/金喬覺), een prins uit Silla (Korea), die later het koningschap weigerde en een boeddhistische monnik werd. Hij leefde tussen 697 en 794. Hij kwam naar China om het boeddhisme verder te bestuderen. Hij trok zich in de laatste jaren van zijn leven terug op een berg, de Jiuhua Shan. Hij leefde daar als kluizenaar. Een bergwandelaar ontdekte hem en zag dat hij geen onderdak had. Hij vertelde een rijke man in het dorp dat er een monnik boven in de bergen woonde die huisvesting nodig had. De rijke man trok met zijn zoon en de bergwandelaar de bergen in om de monnik op te zoeken. Hij wilde daar een boeddhistisch klooster laten bouwen en vroeg de monnik hoe groot dat zou moeten zijn. De monnik gooide een monnikgewaad de lucht in. De vader en zoon waren verbaasd, want het gewaad had een heel klein oppervlakte. In de lucht werd het gewaad steeds groter en groter. De rijke man stemde toe dat het klooster zo groot zou worden. De zoon van de rijke man werd later monnik en leerling van de Koreaanse monnik.
De Koreaanse monnik verkreeg jaren later op de Jiuhua Shan de verlichting in de Huachengtempel. Hij weigerde dit en hij vertelde aan Sakyamuni Boeddha dat als de diyu (hel) niet leeg is, hij geen boeddha wil worden. De monnik werd daarom een bodhisattva om in de hel licht te scheppen en de helbewoners te helpen om gereïncarneerd te worden in een betere leefomgeving.

## Vegetarische dagen
In de Ksitigarbhasoetra staat dat als iemand zich aan de tien vegetarische dagen van Ksitigarbha houdt, ziektes geweerd kunnen worden en een overvloed aan kleding en voedsel zal komen. 
De tien vegetarische dagen zijn de volgende tien dagen van elke maand in de Chinese kalender: 
- de eerste, achtste, veertiende, vijftiende, achttiende, drieëntwintigste, vierentwintigste, achtentwintigste en dertigste dag van de maand.

Op de vegetarische dagen moet men vegetarisch eten, nianfo doen en koutou doen voor het altaar.

## Mantra
De volgende mantra wordt geassocieerd met Ksitigarbha: ‘Om Kṣitigarbha Bodhisattva Yah’.
De mantra "Om, Pramardane, Svāhā / ॐ प्रमर्दने स्वाहा" wordt gebruikt om je te reinigen van zonden.
In de Japanse Shingon boeddhisme wordt voor openbare diensten de mantra "om kaka kabi sanmaei sowaka" gereciteerd.

## Verjaardag
De verjaardag van Ksitigarbha wordt op de dertigste van de zevende maand van de Chinese kalender gevierd.